# Gametofyt

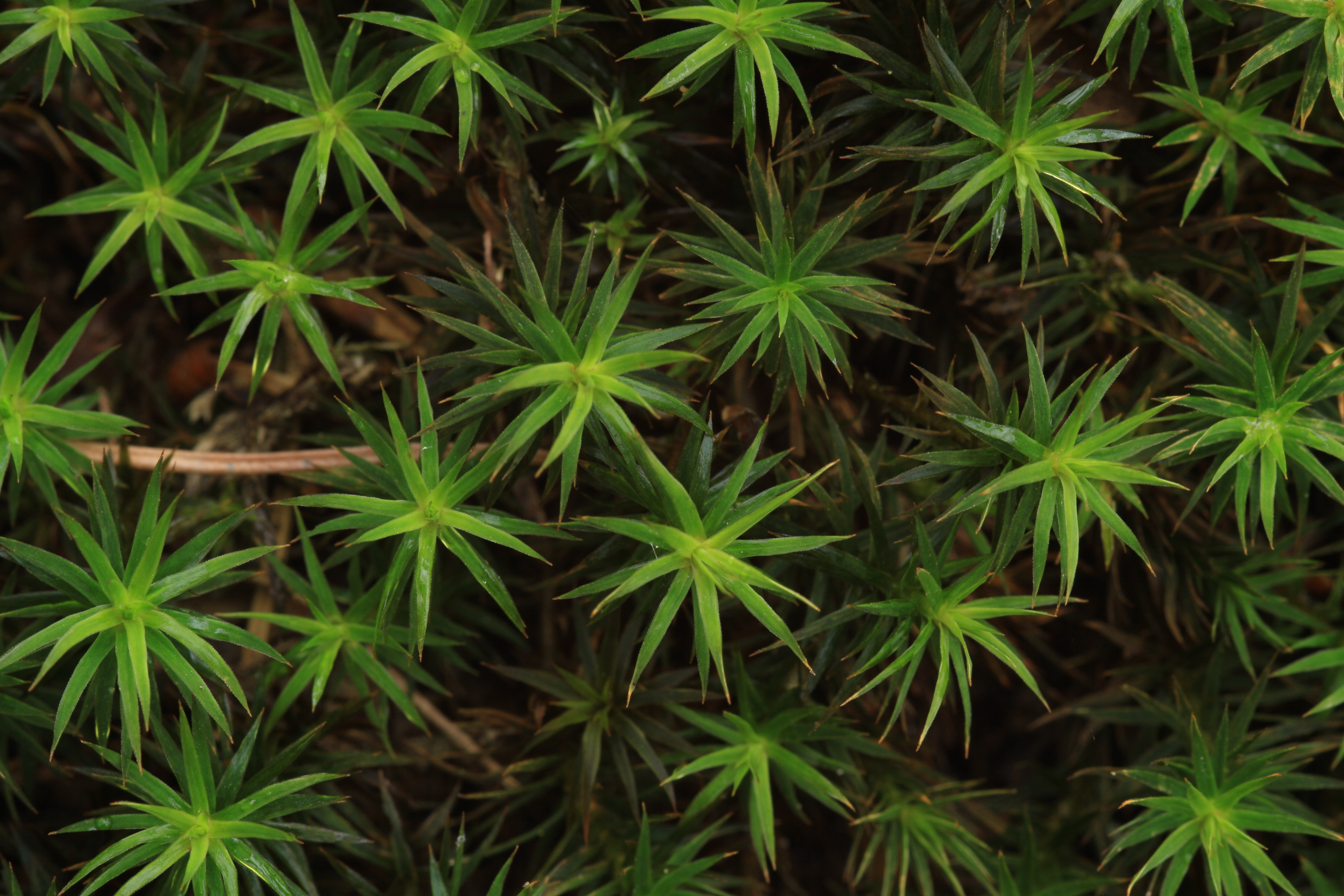
Gametofyt je u mechů dominantní stádium životního cyklu: je to celá zelená mechová rostlinka (a její kořínky)

Gametofyt je mnohobuněčné haploidní stadium rostlin, které procházejí životním cyklem zvaným rodozměna. Je charakteristický tím, že každá tělní buňka obsahuje pouze jednu sadu chromozomů. Haploidní rostlina (gametofyt) produkuje gamety prostou mitózou. Dvě takové gamety (z dvou jedinců stejného druhu, nebo obě z jednoho jedince) splývají, přičemž vzniká diploidní zygota, z níž se vyvíjí diploidní (zpravidla mnohobuněčný) organismus, který označujeme jako sporofyt. Sporofyt meioticky produkuje haploidní spory (výtrusy), z nichž vyrůstá další gametofyt. 
U mechů je gametofyt celou zelenou částí rostliny (lodyžka, fyloidy) a rhizoidy. Sporofyt vyrůstá po oplození na gametofytu a je na něm plně závislý (je jím vyživován).
U kapraďorostů se gametofyt nazývá prokel, bývá drobný, nenápadný, u kapradin plochý, listovitý. Vajíčka a spermatozoidy produkované proklem po oplození vytváří mnohem mohutnější sporofyt, který brzy přestává být na gametofytu závislý a je dominantní fází životního cyklu kapraďorostů.
U semenných rostlin je gametofyt velmi redukovaný, mikroskopický, a je odděleného pohlaví. Samičí megagametofyt (zárodečný vak) se nachází ve vajíčku, samčí mikrogametofyt je pylové zrnko. 